# Ожидаемая продолжительность жизни ЛГБТ
Ожидаемая продолжительность жизни лесбиянок, геев, бисексуалов и трансгендеров является объектом продолжающихся исследований. Ранние исследования группы Кэмерона, в которых указывалось на значительно более короткую продолжительность жизни гомосексуальных людей, не считаются надёжными, но они широко цитируются и ими часто злоупотребляют. В течение эпидемии ВИЧ среди гомосексуальных мужчин наблюдалось уменьшение средней продолжительности жизни.
Исследование, проведённое в конце 2000-х, пришло к выводу, что заявления о значительно увеличенной общей смертности среди геев и лесбиянок не соответствуют действительности. Исследование шведских учёных от 2020 года не обнаружило разницы в смертности среди гомосексуальных и гетеросексуальных людей, хотя смертность может быть выше у бисексуалов. Исследование в США в 2022 году не обнаружило избыточной смертности среди геев и бисексуальных мужчин, но зафиксировало избыточную смертность среди лесбиянок и бисексуальных женщин.
На 2021 год не известно надёжных исследований по продолжительности жизни трансгендерных людей, хотя получила широкое распространение ложная статистика.

## Ожидаемая продолжительность жизни геев и бисексуалов

### Недостоверные заявления о значительно меньшей продолжительности жизни

#### Исследования Кэмерона
В ранних исследованиях группы Пола Кэмерона (Paul Cameron) говорилось о том, что гомосексуалы имеют продолжительность жизни на 20-30 лет меньше чем гетеросексуалы, но вследствие использованной им методологии они были раскритикованы как недостоверные. Исследования Кэмерона были названы демографом Nicholas Eberstadt как "просто смешные", а эпидемиолог Morten Frisch охарактеризовал их "настолько серьёзными, что ни один приличный рецензируемый научный журнал не должен допускать их к публикации". Расчёты группы Кэмерона были основаны на газетных некрологах, в которых явно упоминалась сексуальная ориентация, они имели предвзятость выборки и ошибки в статистической технике. В 1980-х годах Кэмерон был исключён из Американской психологической ассоциации за нарушения.

#### Исследование Хогга
Другое исследование, опубликованное в 1998 году группой Хогга (Hogg et al.), анализировало смерти от СПИДа в Ванкувере между 1987 и 1992 годом, используя выборку мужчин, посещавших клиники сексуального здоровья, и оценивая потерю в средней продолжительности жизни у геев и бисексуалов. Согласно опубликованной работе, для 20-летнего возраста оценка оставшейся продолжительности жизни для них была от 8 до 21 года меньше, чем для среднестатистического мужчины. В 2021 авторы исследования опубликовали заявление, уточняющее, что обнаруженная ими корреляция относилась ко времени эпидемии СПИДа и потеряла актуальность, когда количество смертей от СПИДа значительно сократилось, в основном благодаря антиретровирусной терапии.

#### Злоупотребления недостоверными исследованиями
Несмотря на явные изъяны исследований группы Кэмерона и ограниченное применение исследования группы Хогга многие гомофобные группы и индивидуалы цитировали их, чтобы представить гомосексуальность как явление, противоречащее по своей сути здоровью. В частности, группа Кэмерона декларировала, что гомосексуальность "настолько же опасна для общественного здоровья как наркомания, проституция и курение". В 1997 году бывший министр образования США Уильям Беннетт во время телевизионного интервью декларировал, что геи в среднем умирают в возрасте 43 лет - цифра, взятая из ошибочного исследования Кэмерона.
В 2013 году Пол Кэмерон был приглашён в Государственную Думу России, где провёл лекцию о вреде гомосексуализма и необходимости бороться с ним. В 2019 году он выступил в качестве эксперта в Общественной палате РФ.
В ответ на частые неправильные толкования их исследования, группа Хогга в 2001 году уточнила, что их выводы являются неприменимыми к изменившимся условиям жизни. Несмотря на это, в 2003 году экономист Walter E. Williams настаивал на том, что гомосексуалы должны платить больше за медицинскую страховку, заявляя, что "их стиль жизни уменьшает продолжительность жизни больше, чем ожирение и курение". В 2012 году архиепископ Англиканской церкви Австралии Peter Jensen сделал аналогичное заявление на национальном телевидении.

### Исследования Фриша 2009 и 2013 годов
Датский эпидемиолог Мортен Фриш произвёл более основательное исследование в 2009 году на основании данных о браках в Дании. Исследование его команды зафиксировало излишнюю смертность только в первые несколько лет брака, что согласовалось с тем, что некоторые однополые люди, которые уже имели серьёзные заболевания (такие как ВИЧ/СПИД), вступали в брак и вскоре умирали. Фриш заявил, что "мы увидели кардинальное уменьшение избыточных смертей с 9,63 на 1000 человеколет среди тех, кто вступил в брак в пре-АРВТ период, до 1,53 избыточных смертей для тех, кто вступил в брак в АРВТ период". Согласно Фришу, "заявления о кардинально большей смертности среди геев и лесбиянок являются необоснованными".

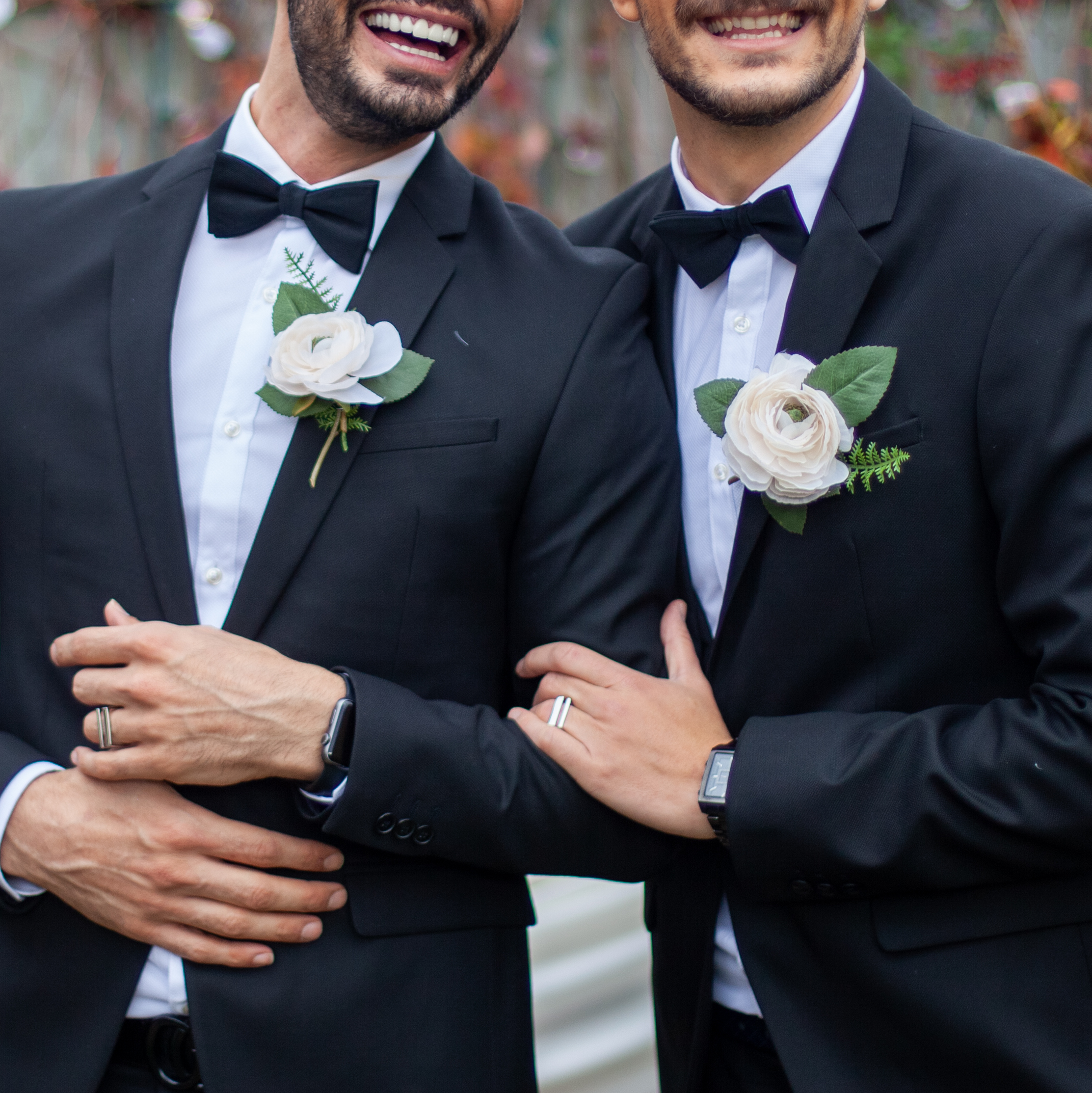
Люди в однополых парах, заключивших брак, живут дольше по сравнению с однополыми парами, которые свои отношения не формализовали

В 2013 году Фриш со своей командой провели другое исследование, которое обнаружило, что излишняя смертность среди гомосексуальных людей уменьшилась ещё более. Данные показали связь формализации однополых отношений с увеличением продолжительности жизни партнёров.

### Отозванное исследование 2014 года
В 2014 году было произведено исследование Hatzenbuelher-а, которое рапортовало об обнаружении закономерности, что представители сексуальных меньшинств, проживающие в регионах с высоким уровнем гомофобных предубеждений, имеют продолжительность жизни на 12 лет короче. Однако это исследование было отозвано в 2019 году после того, как было обнаружена ошибка в программном коде расчётов. После исправления ошибки разница в продолжительности жизни оказалась статистически несущественной.

### Шведское исследование смертности 2020 года
Исследование, проведённое в 2020 году Мартином Линдстрёмом (Martin Lindström) обнаружило, что смертность среди шведских гомосексуальных мужчин и женщин не отличается статистически от гетеросексуалов, хотя увеличена для бисексуальных мужчин и женщин. Авторы предположили, что это происходит из-за влияния юридической и социально-культурной ситуации в стране.

### Исследование в США в 2022 году
Исследование, проведённое в 2022 году в США, обнаружило отсутствие избыточной смертности среди геев и бисексуальных мужчин, но присутствие избыточной смертности у женщин, относящихся к сексуальным меньшинствам.

## Ожидаемая продолжительность жизни трансгендеров
Согласно заключению обзора ситуации на 2021 год, системных исследований по определению средней ожидаемой продолжительности жизни трансгендерных людей ранее не проводилось.
В медиа циркулируют необоснованные данные, что ожидаемая продолжительность жизни трансгендерных женщин с небелым цветом кожи (а иногда говорится о трансгендерных женщинах в целом) составляет в среднем 35 лет, но эта информация не обоснована никаким серьёзным исследованием. Согласно социологу Laurel Westbrook, эта информация происходит от вычисления среднего возраста трансгендерных женщин, ставшими жертвами убийств. Но это является вводящей в заблуждение методологией, поскольку жертвы убийств не являются репрезентативной выборкой трансгендерных людей.
Существует несколько исследований, показывающих, что у трансгендерных людей повышенный уровень смертности, но эти исследования не моделируют ожидаемую продолжительность жизни.

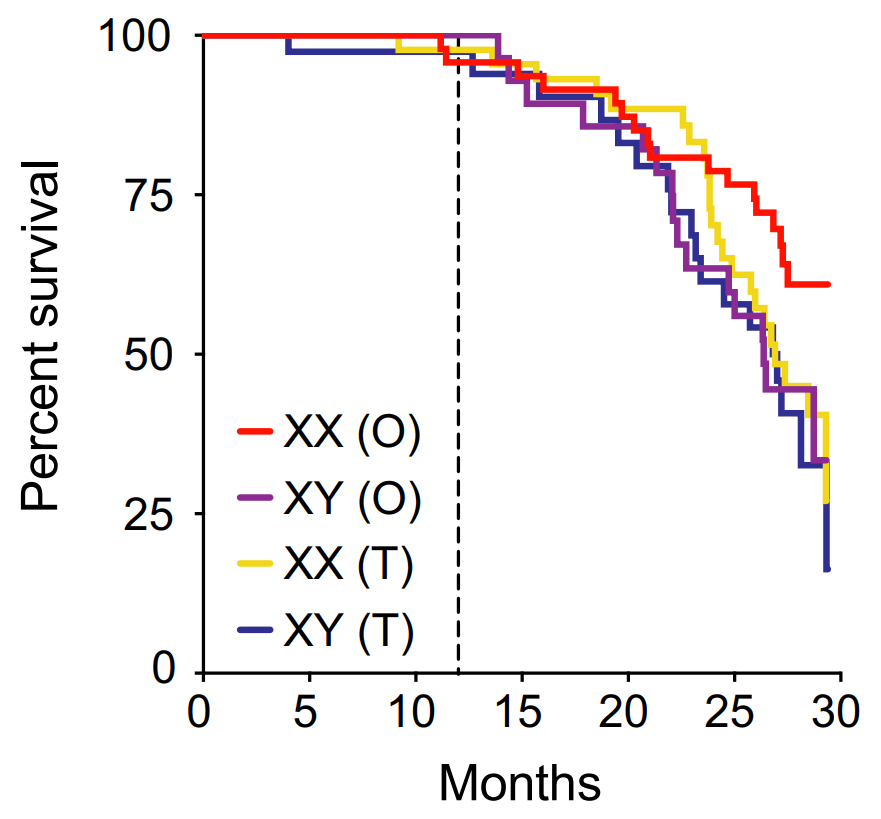
Выживаемость мышей с различным сочетанием половых хромосом и гонад в ходе научного эксперимента

Косвенное отношение к вопросу имеет эксперимент, проведённый в 2018 году на мышах. Целью эксперимента было выяснить, какую продолжительность жизни имеют особи с различным сочетанием половых хромосом и гонад. Именно гонады в основном отвечают за то, какой гормональный фон будет внутри организма, что делает организмы с хромосомами одного пола и гонадами другого пола идентичными трансгендерным. Для эксперимента были использованы специальные генно-модифицированные мыши, у которых SRY-ген, запускающий формирование гонад, был перемещён с половой хромосомы на аутосому. Вследствие этого у части мышей с ХХ-хромосомами организм формировался по мужскому типу, а у части мышей с XY-хромосомами по женскому типу. Эксперимент показал, что для женского долголетия мыши должны иметь одновременно XX-хромосомы и женские гонады (снабжающие организма, соответственно, женскими гормонами). Продолжительность жизни обоих видов трансгендерных мышей была почти такой же, как у мышей, сочетающих XY-хромосомы с мужскими гонадами. Однако выводы, сделанные относительно мышей, не могут быть автоматически применены к людям. Кроме того, эксперимент не дал информации о максимальной продолжительности жизни, поскольку был ограничен 30 месяцами.